# Billy Blazes, Esq.
Billy Blazes, Esq. è un cortometraggio muto del 1919 diretto da Hal Roach. Il film, di genere comico parodia dei film western dell'epoca, fu interpretato da Harold Lloyd, Snub Pollard, Bebe Daniels.

## Trama
La città di Peaceful Vale è un posto rude e lo sceriffo "Gun Shy" Gallagher può fare poco da quando la città è dominata da Crooked Charlie che prende prigioniera la figlia del proprietario di una taverna, Pierre. Arriva Billy Blazes che sconfigge Charlie e salva Pierre e sua figlia.